# 377
| 377                |
| ------------------ |
| Dødsfald - Fødsler |
|                    |

| Gregoriansk kalender | 377 CCCLXXVII           |
| Ab urbe condita      | 1130                    |
| Armensk kalender     | I/T                     |
| Kinesiske kalender   | 3073 – 3074 丙子 – 丁丑 |
| Etiopisk kalender    | 369 – 370               |
| Jødisk kalender      | 4137 – 4138             |
| Hindukalendere       |                         |
| - Vikram Samvat      | 432 – 433               |
| - Shaka Samvat       | 299 – 300               |
| - Kali Yuga          | 3478 – 3479             |
| Iransk kalender      | 245 BP – 244 BP         |
| Islamisk kalender    | 253 BH – 252 BH         |

Se også 377 (tal)